# Willemstad (Curaçao)
Willemstad is de hoofdstad van Curaçao en de voormalige hoofdstad van de Nederlandse Antillen. De stad telt ongeveer 100.000 inwoners en daarmee is het de grootste stad van de Kleine Antillen. Wegens de "Hollandse" architectuur wordt Willemstad soms wel het "Amsterdam van het westelijk halfrond" genoemd. De architectuur van veel kenmerkende bouwwerken in Willemstad is echter niet alleen van Nederlandse maar ook van Portugese en Spaanse oorsprong. Een deel van de historische binnenstad staat op de Werelderfgoedlijst van UNESCO.
De stad ligt aan de zuidoostkant van Curaçao, aan een natuurlijke haven, Schottegat genaamd, die via de Sint Annabaai met de Caraïbische Zee in verbinding staat. Aan weerszijden van de Sint Annabaai liggen de stadsdelen Otrobanda en Punda, die sinds 1886 verbonden worden door de Koningin Emmabrug (in de volksmond pontjesbrug genoemd). Tegenwoordig gaat het meeste verkeer over de Koningin Julianabrug.

## Geschiedenis
Curaçao werd aanvankelijk bewoond door Caquetio. In 1499 kwamen de Spanjaarden voor het eerst aan op het eiland. Deze zouden op 26 juli 1499, de naamdag van Sint Anna aan land zijn gegaan. Vandaar de naam Bahía de Santa Ana (Sint Annabaai). In 1515 werden nagenoeg alle Caquetio'a als slaven weggevoerd naar Spanje. De Spanjaarden vestigden zich in 1527 definitief op Curaçao. Na verloop van tijd trokken steeds meer Spanjaarden weg.
In 1634 werd Curaçao veroverd door de Nederlanders. De stad is toen vernoemd naar de latere Nederlandse stadhouder Willem II van Oranje. Het gebied oostelijk van de Sint Annabaai werd De Punt genoemd; in het Papiaments: punta, later verbasterd tot Punda. In 1635 werd op De Punt een fort gebouwd ter bescherming van de haveningang: Fort Amsterdam. Het is het oudste fort van de West-Indische Compagnie op Curaçao. Bij het fort verrees de stad. Willemstad werd een uitvalsbasis voor de Hollandse kaapvaart, de trans-Atlantische slavenhandel en als stapelplaats. Vanaf 1651 kreeg de stad ook een belangrijke Joodse gemeenschap. Zij bouwden in 1732 de houten Mikvé Israël-Emanuelsynagoge, die de oudste nog in gebruik zijnde synagoge van het Amerikaanse continent. Toen de eerste WIC werd opgeheven, werd besloten dat Willemstad (vanaf 1675) een open haven zou worden waar schepen uit verschillende landen konden aanleggen.
In 1707 werd westelijk van de Sint Annabaai een nieuwe wijk gesticht; deze heet nu Otrobanda (De Overkant, letterlijk 'andere oever'). De stadsmuren zouden in de periode 1861-1864 worden afgebroken. Willemstad bestond tot het begin van de twintigste eeuw uit de wijken Punda, Pietermaai, Scharloo en Otrobanda, die door plantages omringd waren. Na de vestiging van de Shell-raffinaderij in 1915 breidde de stad zich snel uit. Rondom het Schottegat bouwde de raffinaderij zelf ook woonwijken, waaronder Emmastad en Julianadorp.
Op 30 mei 1969 was er een arbeidersopstand in Willemstad. Vakbondsleider Wilson Godett werd neergeschoten maar overleefde; verschillende stakers vonden de dood. Tijdens het oproer zijn vele gebouwen in Punda en Otrobanda in brand gestoken. Driehonderd mariniers die Nederland naar Willemstad stuurde, hebben de orde hersteld.
De wijken Punda, Otrobanda, Scharloo en het smalgedeelte van Pietermaai in het historisch centrum van Willemstad zijn in 1997 op de Werelderfgoedlijst van UNESCO geplaatst.

## Economie
In de zeventiende eeuw werd Willemstad een vrijhaven. Al snel ontstond hier de belangrijkste regionale slavenmarkt. De uit Afrika aangevoerde slaven werden in Willemstad aan land gebracht. Vervolgens werden ze verdeeld over diverse bestemmingen in Midden-Amerika en Zuid-Amerika.
In de jaren twintig van de twintigste eeuw bouwde Shell bij Willemstad de raffinaderij "Isla", een van de grootste olieraffinaderijen ter wereld. Hier wordt sindsdien ruwe olie uit Venezuela verwerkt. Voor de locatie werd gekozen omdat het vasteland politiek gezien niet stabiel genoeg werd geacht. Tijdens de Tweede Wereldoorlog draaide de raffinaderij op topcapaciteit om vliegtuigbenzine te produceren voor Amerikaanse bommenwerpers.
Vanaf de jaren zestig is het toerisme een steeds grotere rol gaan spelen. Er werden veel nieuwe hotels en casino's gevestigd.

### Winkelen
In de binnenstad van Willemstad zijn veel winkels gevestigd aan onder andere de Heerenstraat en de Madurostraat.

## Bezienswaardigheden
Sinds 1997 staat het historisch centrum van Willemstad op de Werelderfgoedlijst van UNESCO. De stad staat bekend om haar vele gekleurde historische gebouwen waar zowel Nederlandse als ook Portugese en Spaanse stijlen in gecombineerd zijn. Oorspronkelijk waren deze gebouwen wit aangezien ze van koraalsteen waren gebouwd. In 1817 werd door gouverneur Albert Kikkert een wet ingevoerd die gelastte dat alle gebouwen in de stad gekleurd beschilderd dienden te worden op straffe van een boete van 25 pesos. Deze wet was aangedragen door hofarts Benjamin de Sola die net als andere Europese oogartsen ten onrechte vermoedde dat het weerkaatsende zonlicht op de witte gevels oogaandoeningen zouden kunnen berokkenen. De wet is sinds 1932 niet meer van kracht, maar de kleuren zijn wel gebleven. Omdat koraalsteen erg vatbaar is voor muurkanker (werking, uitloging en aantasting door het zout in de koraalsteen en het gebruikte zeezand), vergen veel historische gebouwen regelmatig onderhoud.
Belangrijke bezienswaardigheden zijn:
- Koningin Emmabrug
- Fort Amsterdam
- Mikvé Israël-Emanuelsynagoge, de oudste synagoge van het Amerikaanse continent, en het Joods Cultureel Historisch Museum
- Cinelandia
- De centrale of ronde markt aan de Sha Caprileskade
- Brionplein
- Sint Annabaai
- Kathedraal van doornen
- Landhuis Bloemhof
- Galerie Alma Blou
- Destilleerderij van Curaçaolikeur Senior & Co.

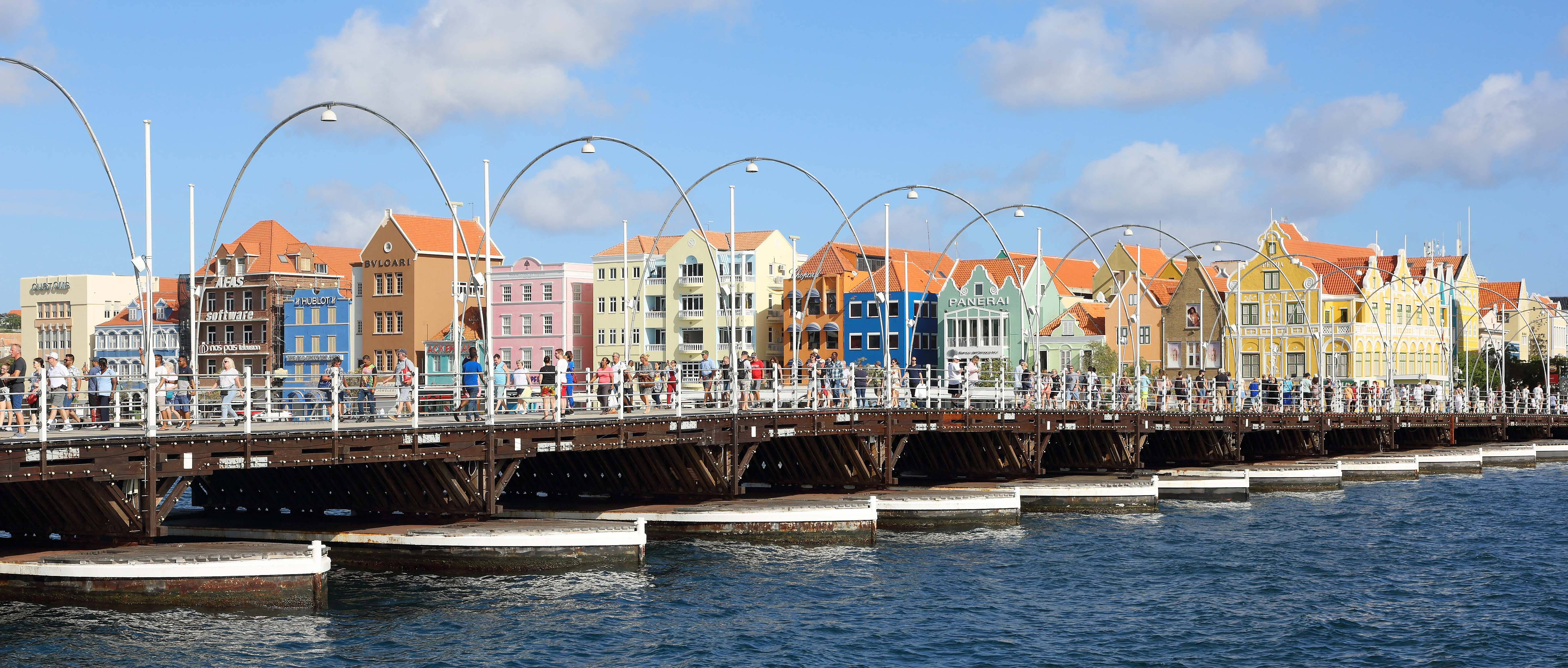
De Koningin Emmabrug of Pontjesbrug met daarachter de Handelskade
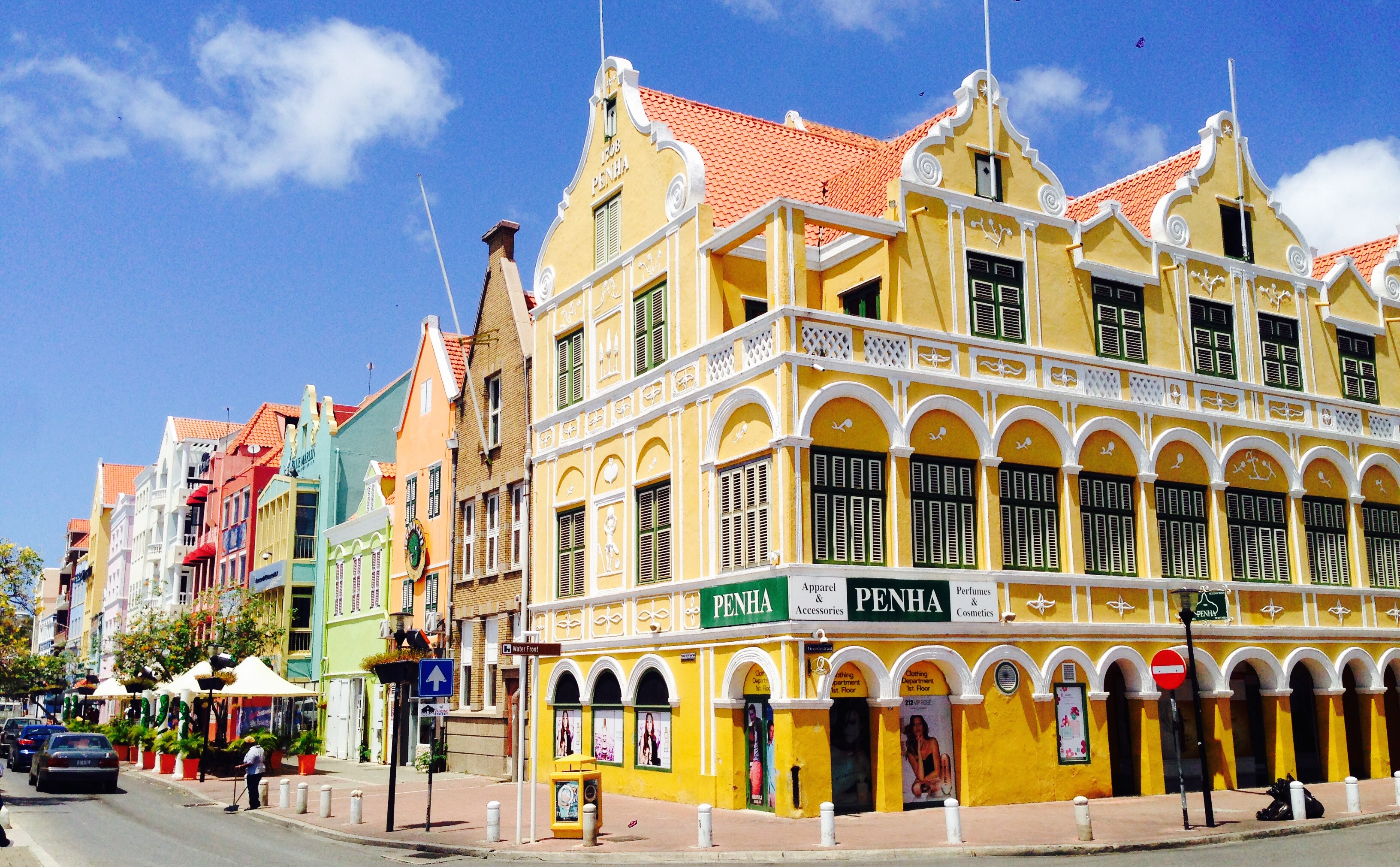
Rechts het Penhagebouw en links de huizen langs de Handelskade
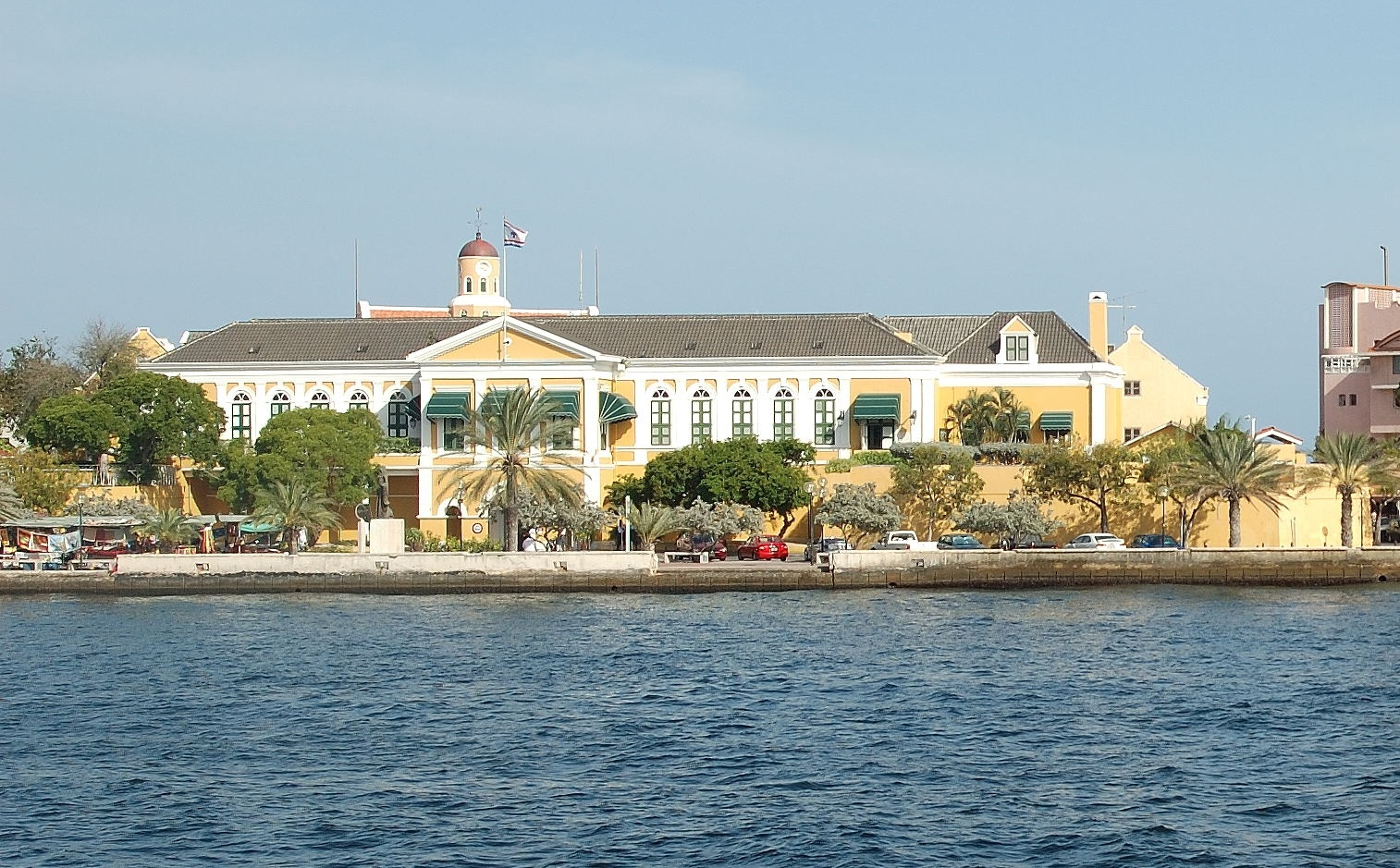
Fort Amsterdam
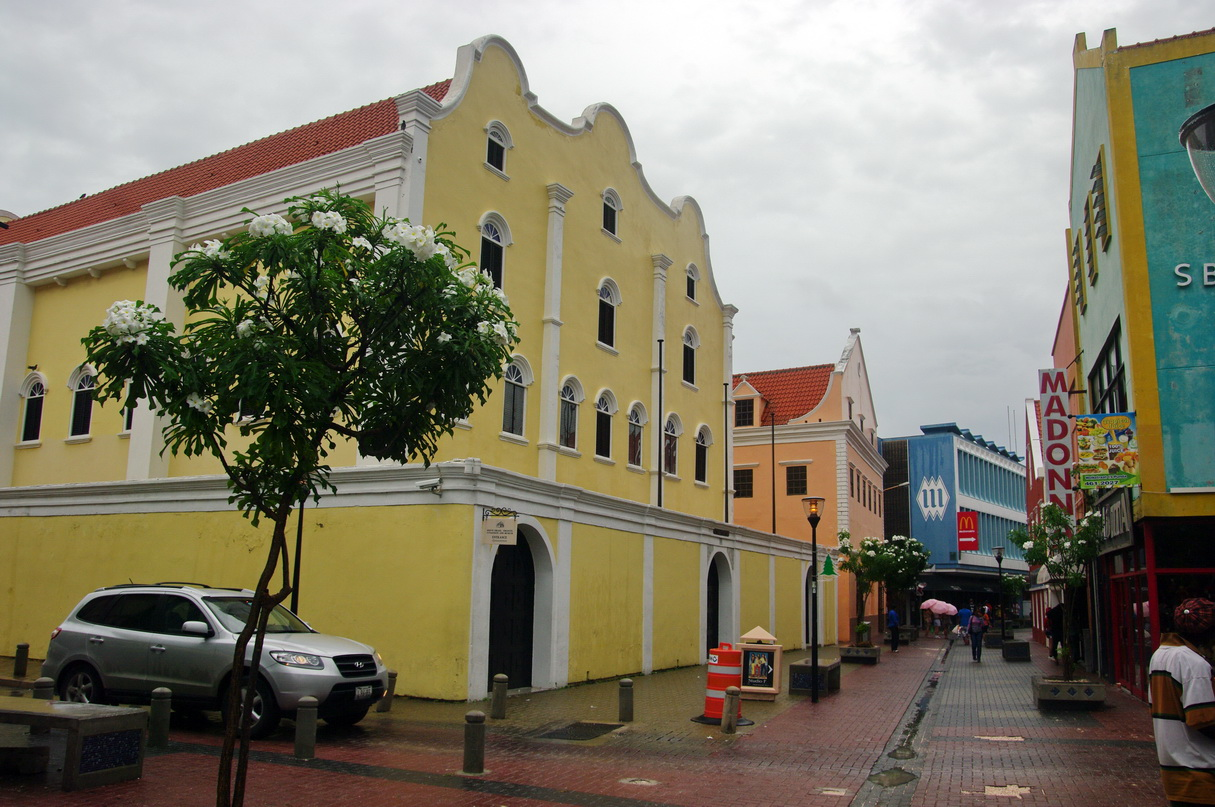
De Mikvé Israël-Emanuelsynagoge, de oudste nog in gebruik zijnde synagoge van het Amerikaans continent, en het Joods Cultureel Historisch Museum
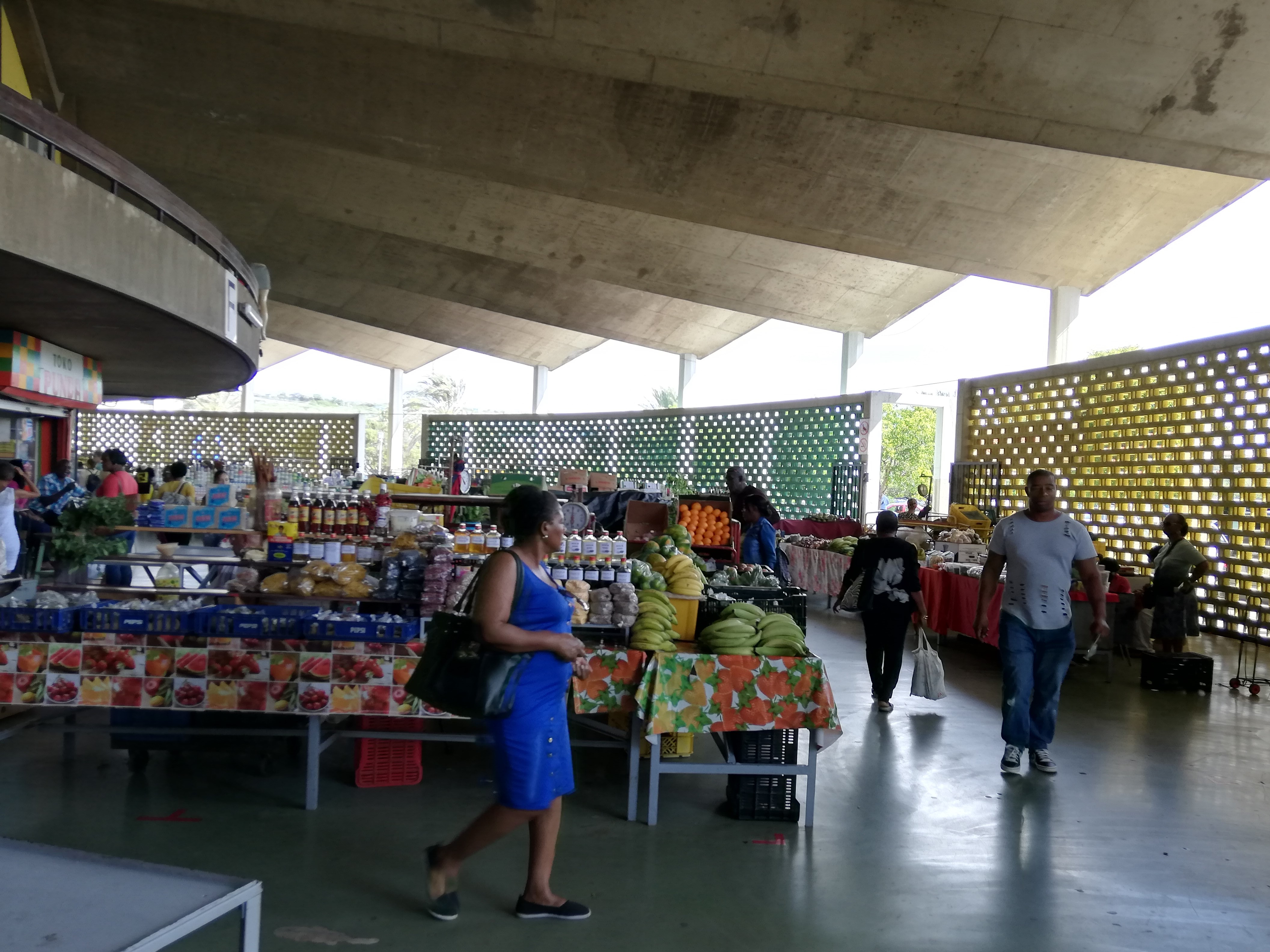
Centrale of ronde markt
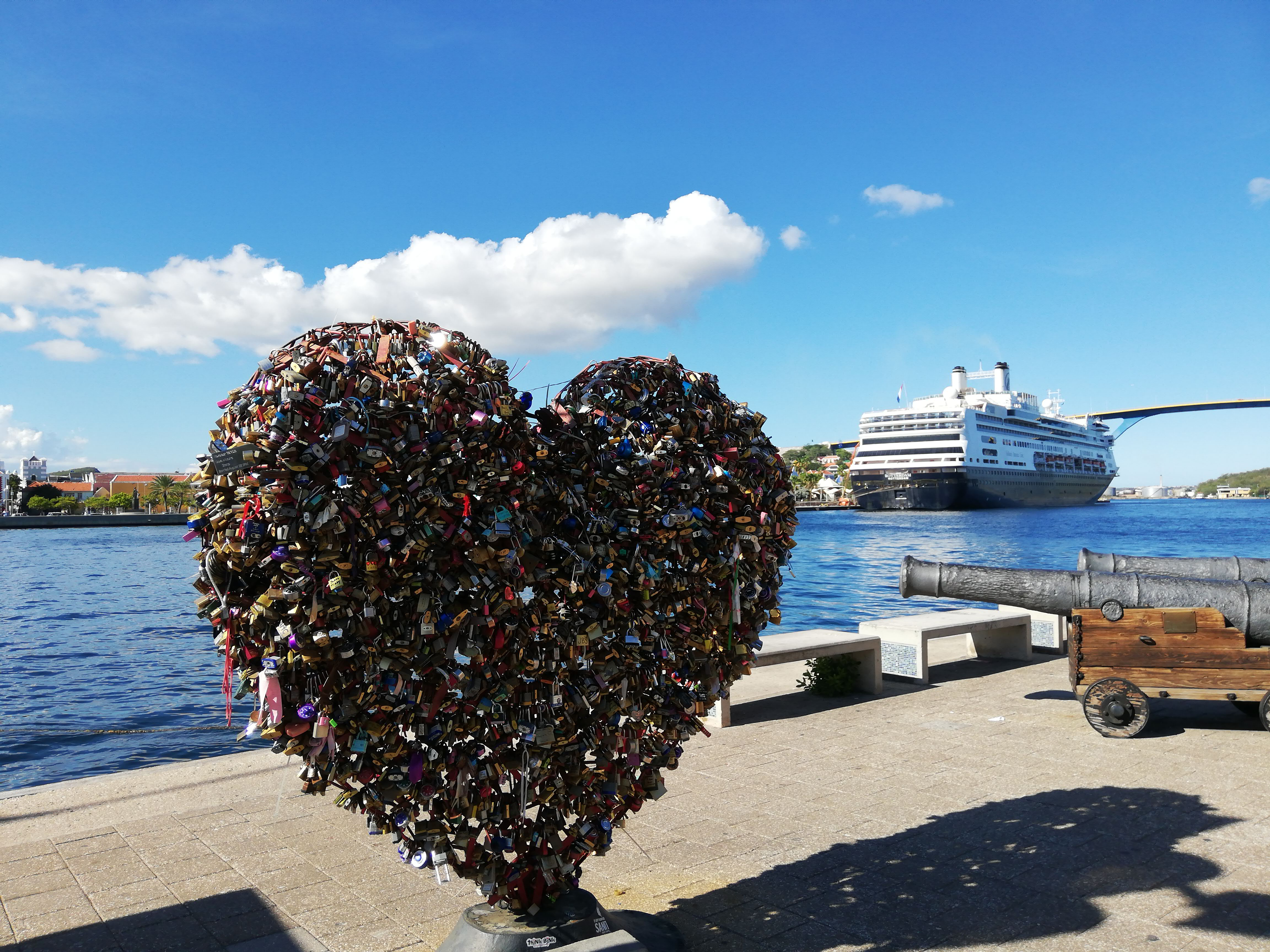
Beeld Punda Love Heart van Carlos Blaaker, met op de achtergrond het cruiseship Rotterdam in de haven van Willemstad

## Musea

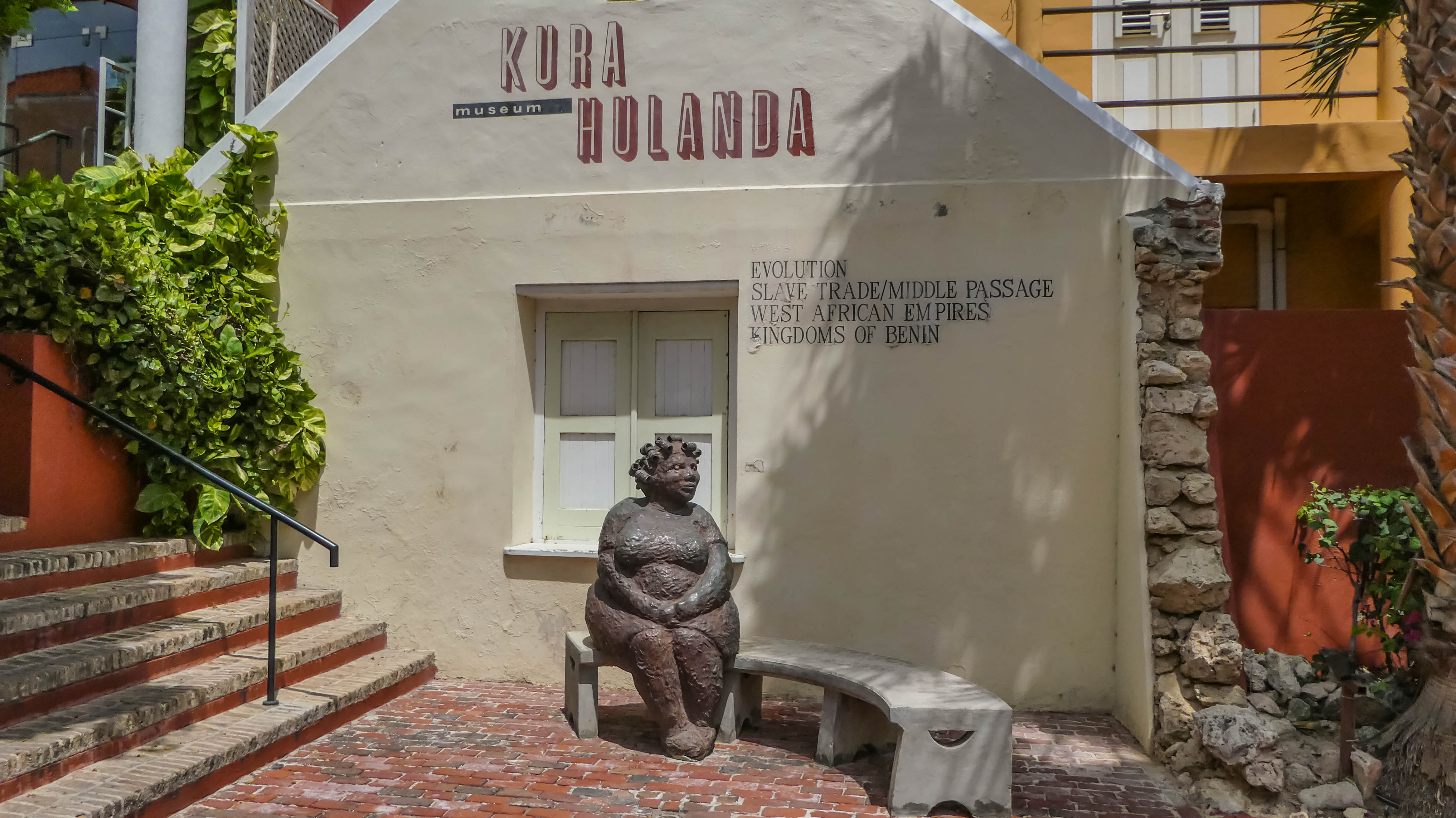
Het museum Kurá Hulanda

- Museum Kurá Hulanda
- Maritiem Museum
- Joods Cultureel Historisch Museum
- Curaçao Museum
- Fortkerk Museum
- Mongui Maduro Museum
- Muntenmuseum
- Postmuseum

## Verkeer en vervoer

### Bruggen
- Koningin Julianabrug (Curaçao)

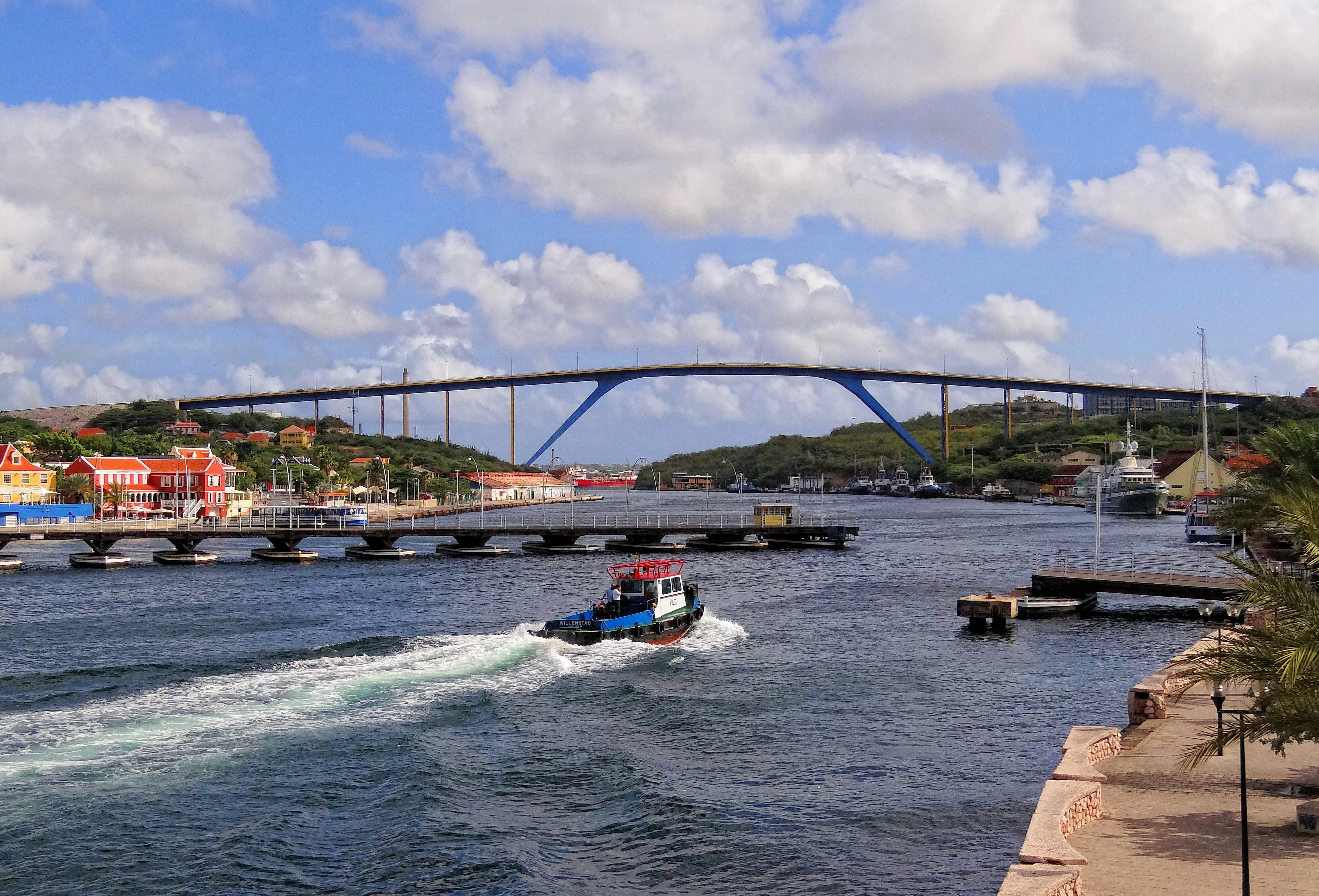
De geopende Koningin Emmabrug (pontjesbrug) met op de achtergrond de grote Koningin Julianabrug.

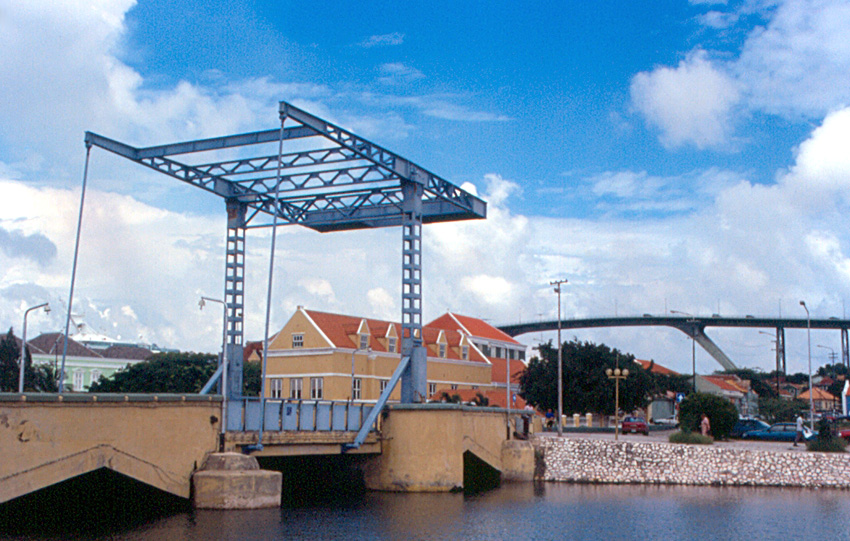
Koningin Wilhelminabrug (2000)

Deze vanwege de haven zeer hoog gebouwde brug is bestemd voor het snelverkeer over de Sint Annabaai.
- Koningin Emmabrug

Dit is de oorspronkelijke brug over de Sint Annabaai, uitgevoerd als pontonbrug (de zg. "Pontjesbrug") en tegenwoordig alleen door voetgangers te gebruiken.
Beide bruggen zijn zeer karakteristiek en beeldbepalend en verbinden Punda met Otrabanda.
- Koningin Wilhelminabrug

Dit is een betonnen ophaalbrug over het Waaigat die de wijken Scharloo en Punda verbindt. In de volksmond wordt deze brug Scharloobrug genoemd.

### Veerboot
Als de Koningin Emmabrug voor de scheepvaart moet worden geopend, kan gratis gebruik worden gemaakt van een veerbootje (onder meer ms. Willemstad) dat honderd meter landinwaarts aan de kade ligt.

### Openbaar vervoer
Tot 1919 kende Willemstad enkele tramlijnen. Tussen Willemstad en de overige delen van het eiland bestaan inmiddels geregelde busdiensten.

### Vliegverkeer
- Hato Airport

## Wijken en buurten

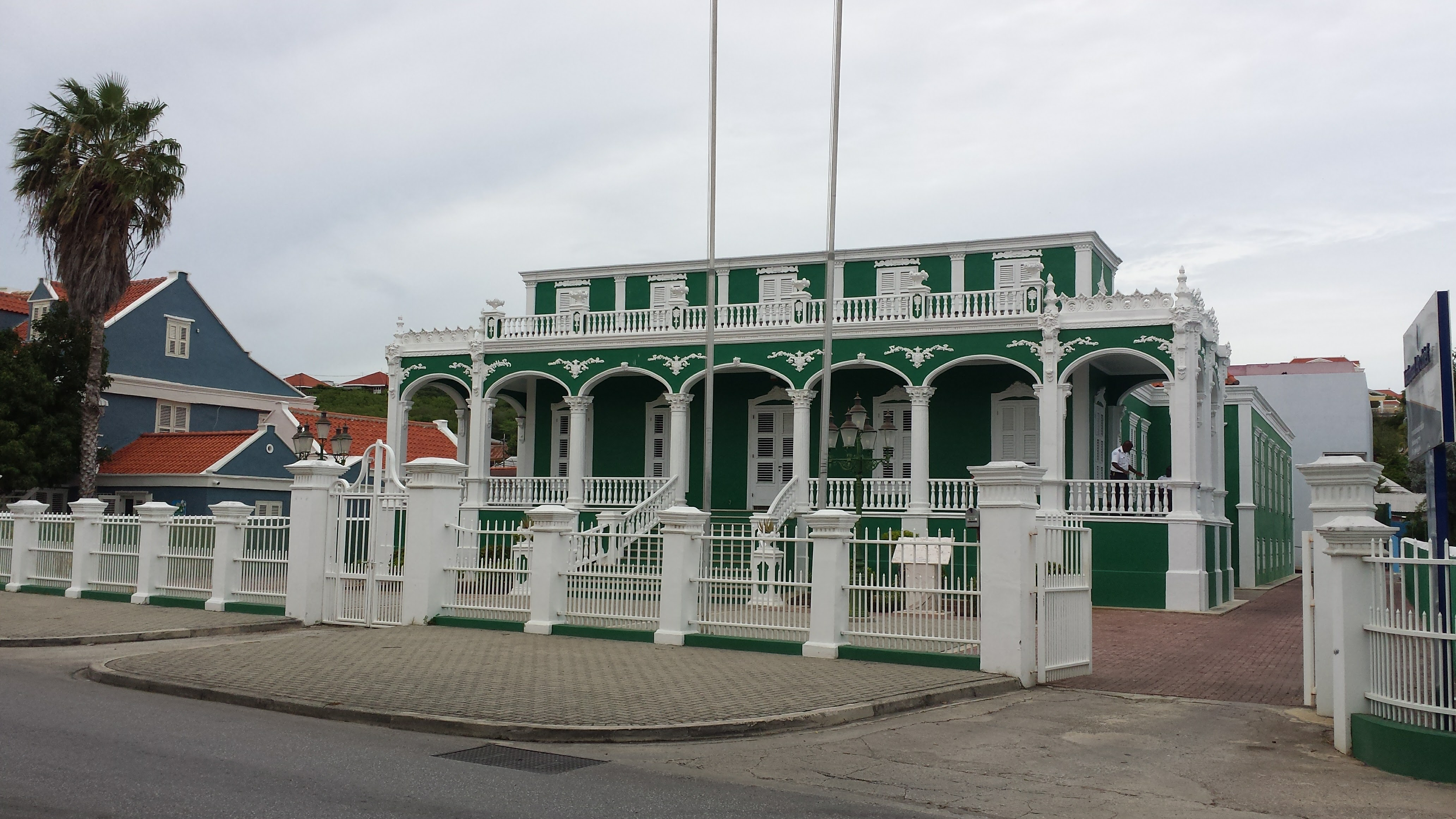
Herenhuis Bolo di Batrei in Scharloo

### Wijken
De stad ligt aan weerszijden van de Sint Annabaai, die de daarachter gelegen baai Schottegat met de zee verbindt. Aan de oostkant ligt, op een landtong, het oudste deel Punda. Dit deel kenmerkt zich door het rechte stratenplan. Aan de overkant van de baai ligt Otrobanda en dit deel is vanaf Punda bereikbaar via de Koningin Emmabrug. De enige drijvende houten draaibrug ter wereld. Noordelijk van Punda, ook weer gescheiden door het water van het Waaigat, ligt de wijk Scharloo waar een aantal Neoclassicistische herenhuizen staan. Ten oosten van Punda ligt de woonwijk Pietermaai. In het noordwesten van Willemstad, boven Isla, ligt de wijk Buena Vista ontstaan als woonwijk van veelal lokale arbeiders die bij Shell werkten. Aan de stad werden Brievengat, Julianadorp, Emmastad en Saliña aangebouwd, die algemeen ook als wijk van Willemstad worden beschouwd. Andere gedeelten van de stad worden meer als buurt gezien.

## Externe links

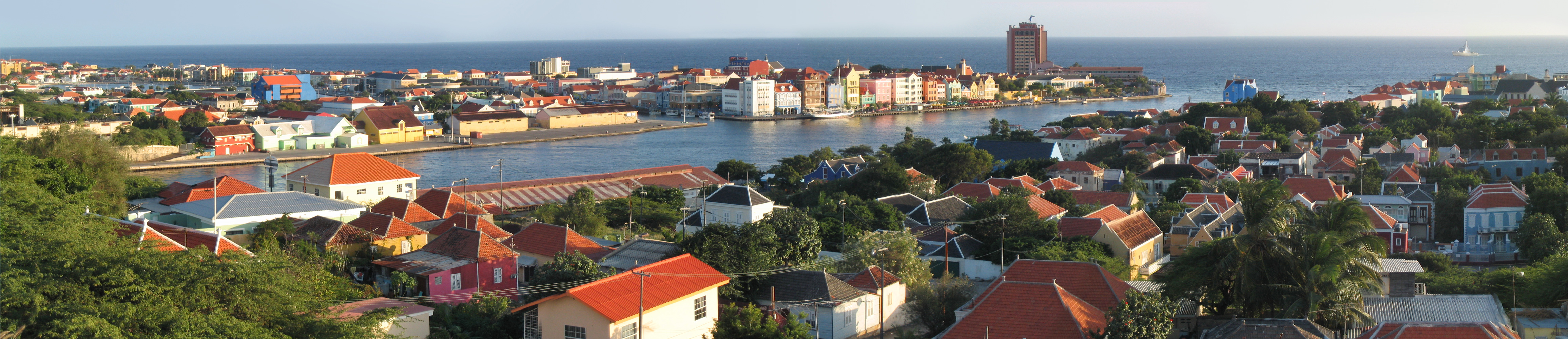
Op de voorgrond Otrobanda, daarachter de Sint Annabaai en Punda

### Buurten

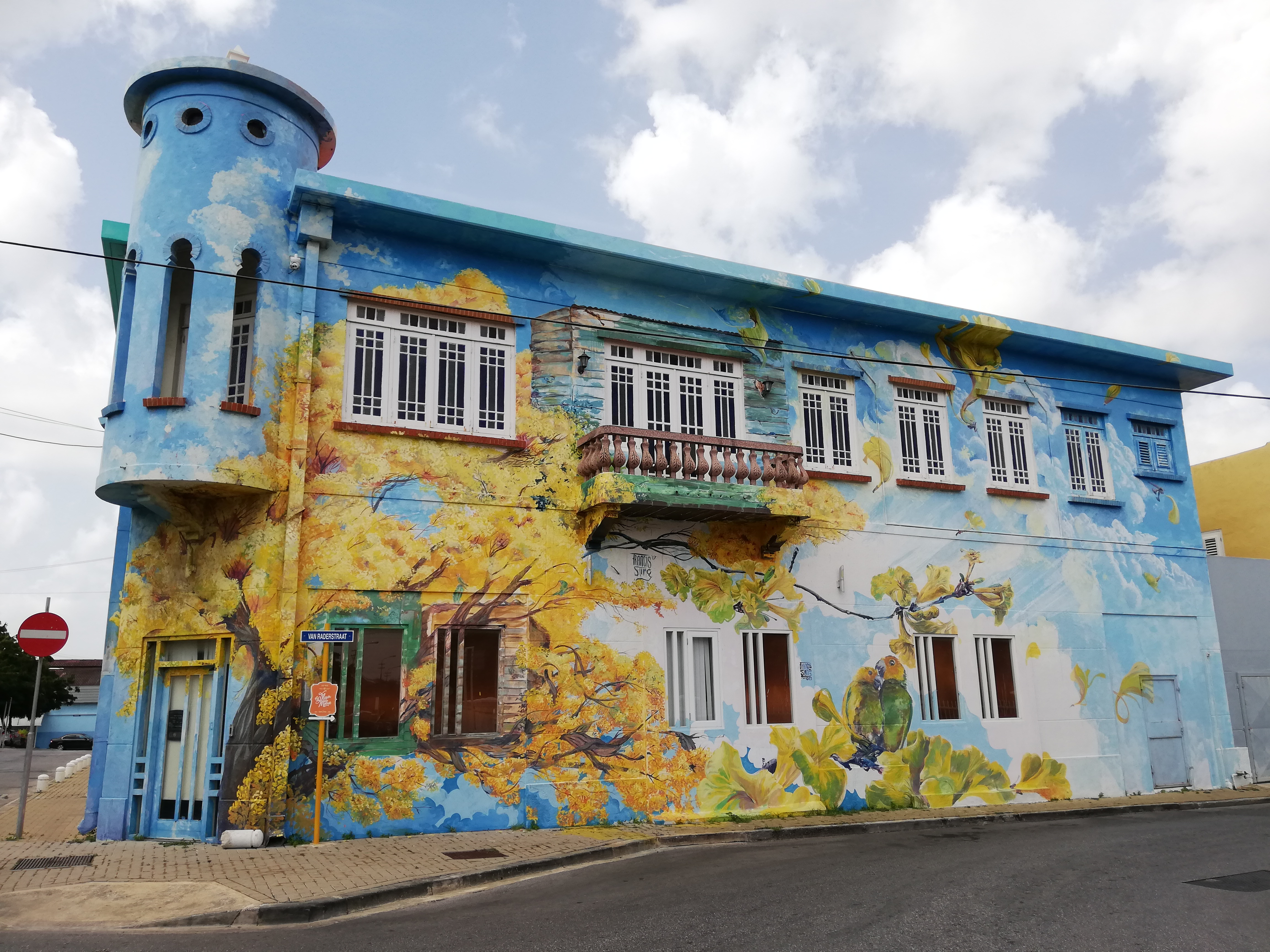
Street art in Scharloo

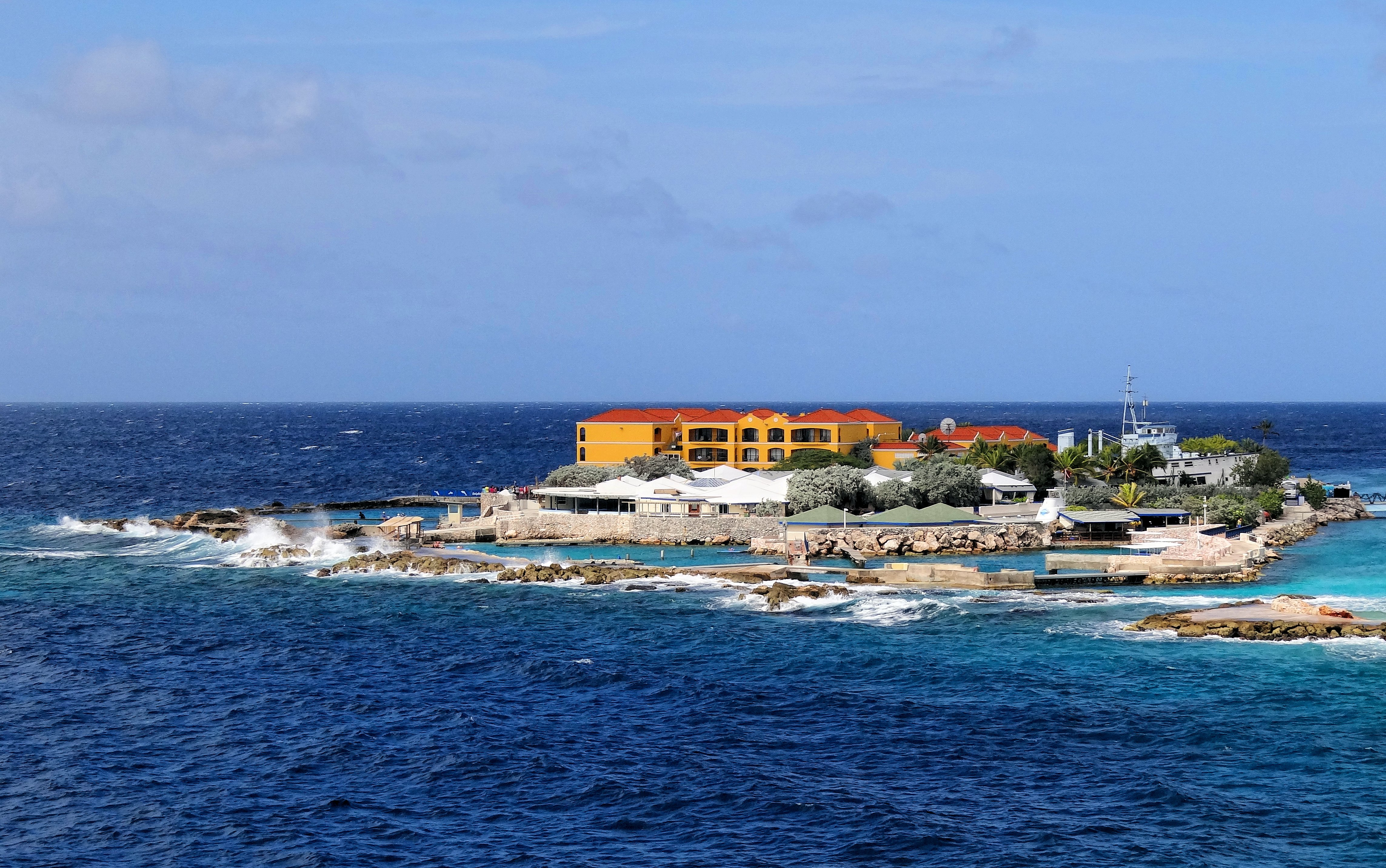
Het Curaçao Sea Aquarium in Koraal Specht

- Biesheuvel
- Bonam
- Domi
- Dominguito
- Fleur de Marie
- Gasparitu
- Jandoret
- Janwé
- Jongbloed
- Koraal Specht
- Mahuma
- Marchena
- Marie Pampoen
- Muizenberg
- Rio Canario
- Rooi Santu
- Santa Maria
- Steenrijk
- Stenenkoraal
- St. Jago
- Suffisant
- Van Engelen
- Veeris
- Wishi